# 容闳博物馆
容闳博物馆（英語：Yung Wing Museum）是一座位于广东省珠海市的博物馆。

## 历史
2018年珠海市香洲区政府启动修缮，由广东省文物保护单位甄贤社学旧址改建而来，2019年5月17日建成开放，位于广东省珠海市香洲区南屏镇东大街一巷二号。场馆面积800多平方米、展览面积600平方米，共有五个展厅。
1871年容闳带头捐资500两白银在此修建甄贤社学，积极推进家乡教育。

## 营业时间
- 周二至周日：上午九点至下午五点半
- 周一闭馆